# Immortal Souls
Immortal Souls ist eine Melodic-Death-Metal-Band aus Finnland. Musikalische Kennzeichen sind die dem Stil entsprechenden schnellen, melodischen Gitarren und das für Death Metal typische „Growling“.

## Bandgeschichte
Gegründet wurde die Band Ende 1991. Nach mehrmaligen Wechseln der Bandmitglieder fanden sich A. Särkioja, E. Särkioja, Pete Loisa und Jupe Hakola, die dann im Januar 1995 das Demotape Immortal Souls aufnahmen, welches noch ein Death-Metal-Werk mit tiefem Gesang war. Im November 1996 folgte das Demo Reflections of Doom, welches langsamer, aber auch aggressiver war als das erste.
1998 begab sich die Band erneut ins Studio um die Lieder für Divine Wintertime aufzunehmen. Diese wurden dann zusammen mit der EP Through the Woods, Towards the Dawn der finnischen Band „Mordecai“ als Split-CD veröffentlicht. Die Lieder der Divine Wintertime waren wesentlich melodiöser und schneller als ihre Vorgänger, womit die Band ab diesem Zeitpunkt zum Melodic Death Metal gezählt werden konnte.
Nach einer größeren Pause veröffentlichten sie 2000 die EP The Cleansing, die wiederum langsamer, jedoch immer noch sehr melodiös, war. Im darauf folgenden Jahr wurde unter dem Namen Under the Northern Sky das erste Album publiziert, mit welchem die Band letztendlich zu ihrem Stil fand, den sie „Melodic Winter Metal“ nannte. 2003 wurde das zweite Album Ice Upon the Night veröffentlicht, welches stilistisch Ähnlichkeit zum Vorgänger aufweist, jedoch klar stärkere Einflüsse aus dem Blues hat.
2005 wurde schließlich die Compilation Once Upon a Time in the North veröffentlicht, die neben dem nicht mehr erhältlichen Under the Northern Sky auch die EPs The Cleansing und Divine Wintertime sowie drei Lieder von Reflections of Doom und eines von Immortal Souls enthält. Im Mai 2007 gab die Band bekannt, dass sie vom Label Fear Dark zu Dark Balance gewechselt sind. Dort erschien auch im Juni 2007 das Album Wintereich.
2008 folgte zusammen mit Deuteronomium eine Headlinertour durch Zentraleuropa. Seither ist Aki Särkioja nur noch Sänger, Bass spielt ein Session-Musiker. Im Juni 2010 gab die Band bekannt, mit den Aufnahmen zum neuen Album begonnen zu haben. Der Name und das Veröffentlichungsdatum des bereits fünften Albums wurde noch nicht bekannt gegeben.

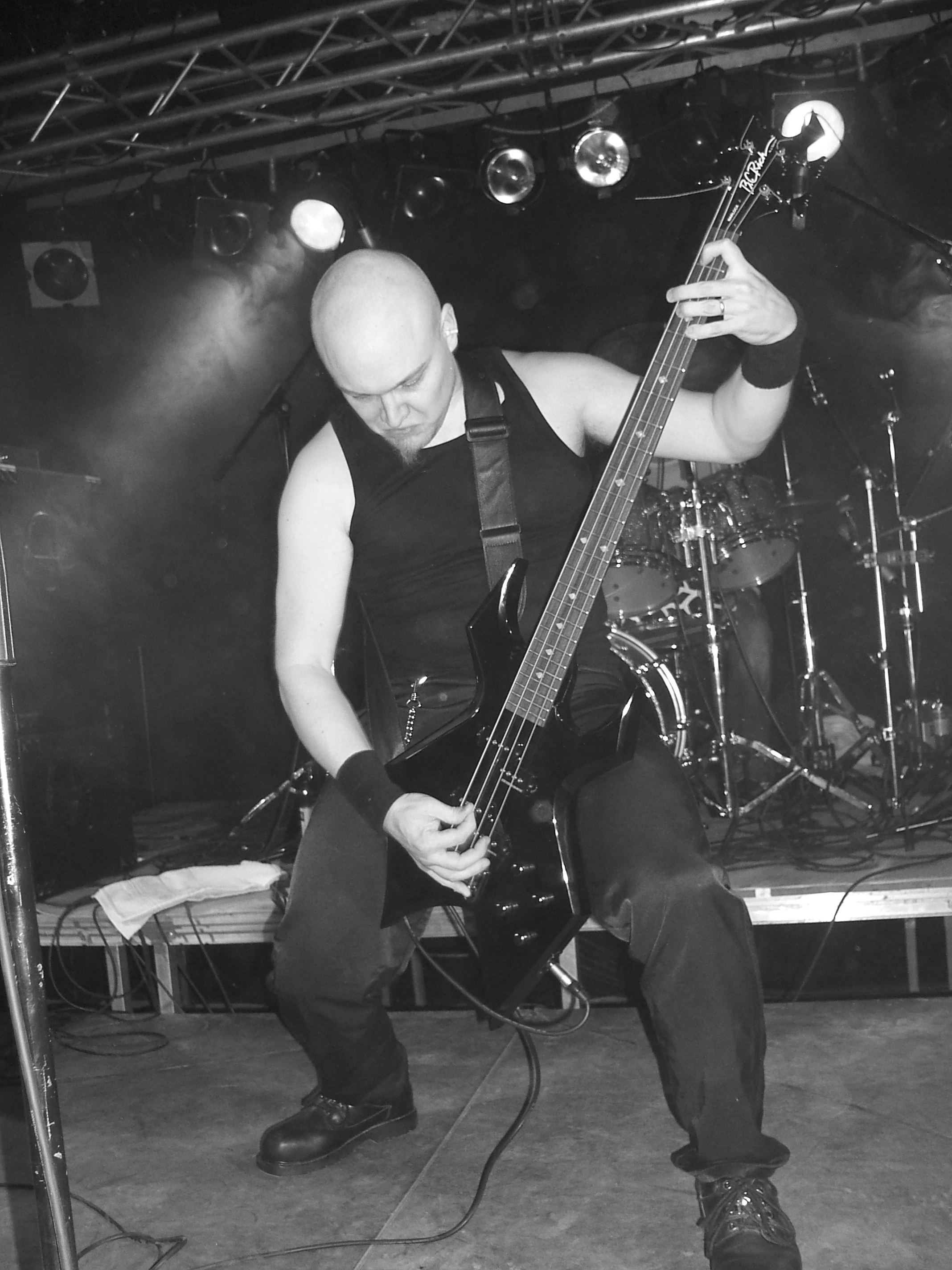
Sänger und Bassist Aki Särkioja (Metalfest 2007, Bad Hersfeld)
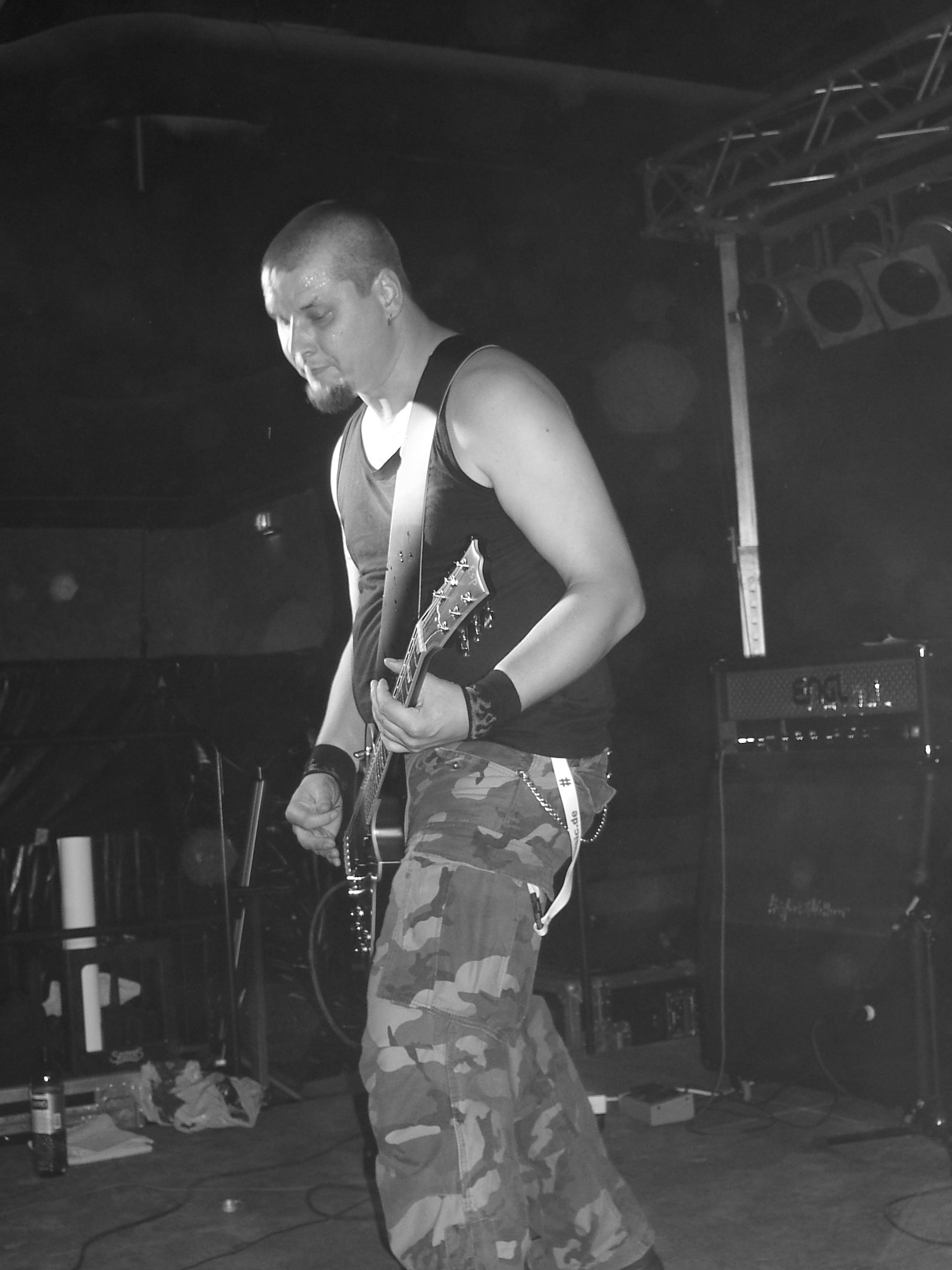
Pete Loisa (Metalfest 2007, Bad Hersfeld)
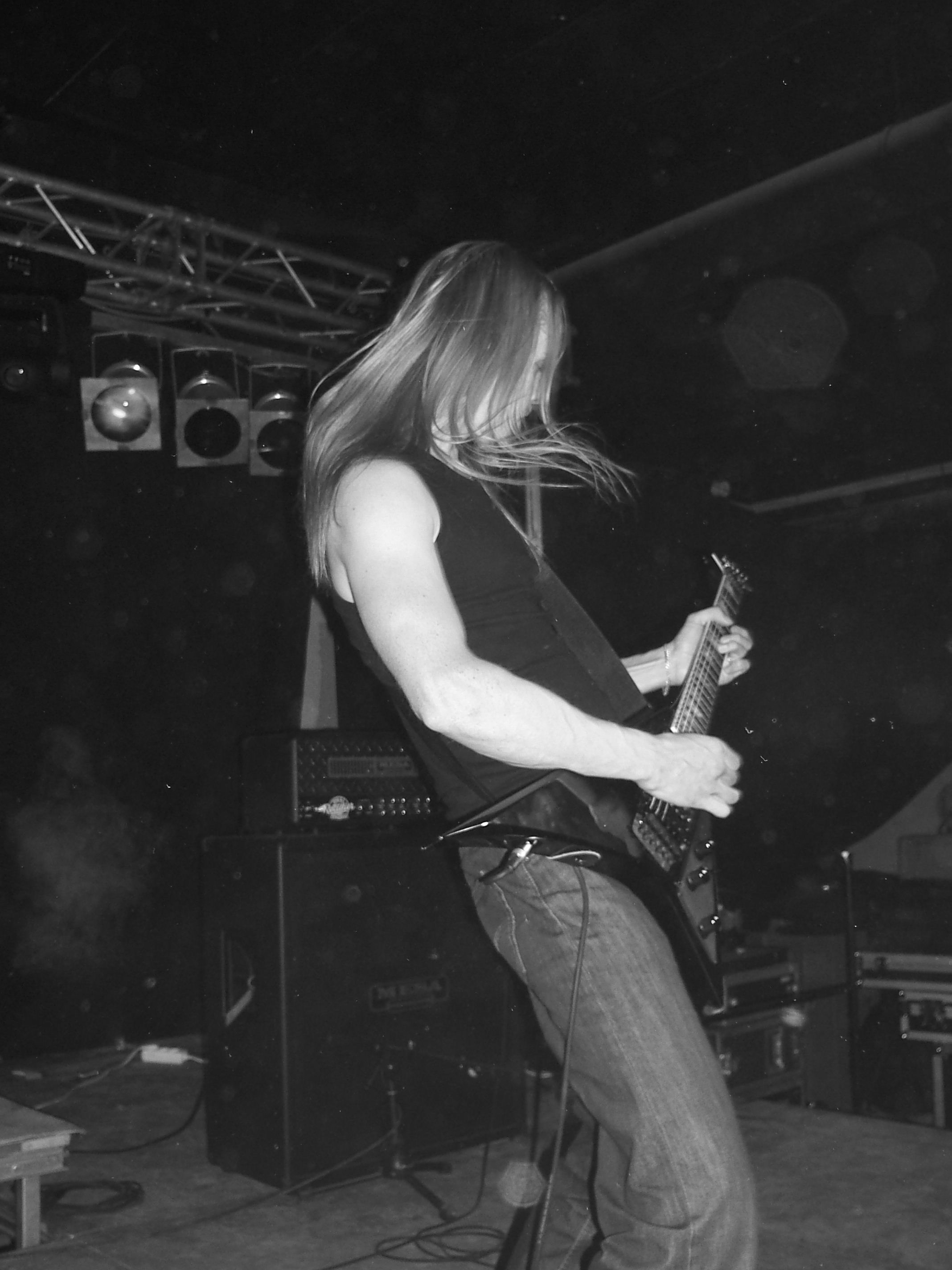
Esa Sarkioja (Metalfest 2007, Bad Hersfeld)

## Stil
Immortal Souls spielen meist schnellen, technischen Melodic Death Metal nach skandinavischer Schule. Die Lead-Gitarre setzt sowohl in Soli als auch teilweise in der Begleitung von Gesang und in Riffs virtuose und schnelle Spieltechniken ein. Riffs, Melodiebögen und Licks sind melodisch und halten sich an klassische Harmonik. Das Schlagzeugspiel ist von Doublebass und Blastbeats geprägt. Der Gesang ist guttural und atonal in mittlerer Tonlage.
Die Texte von Immortal Souls behandeln Erfahrungen und Motive des christlichen Glaubens, die Bildsprache orientiert sich an der nordischen winterlichen Natur.

## Diskografie

### Alben
- 2001: Under the Northern Sky
- 2003: Ice Upon the Night
- 2005: Once Upon a Time in the North (Kompilation)
- 2007: Wintereich
- 2011: IV: The Requiem for the Art of Death
- 2015: Wintermetal

### EPs
- 1999: Divine Wintertime / Through the Woods, Towards the Dawn (Split-CD mit „Mordecai“)
- 2000: The Cleansing

### Demos
- 1995: Immortal Souls
- 1997: Reflections of Doom